# The Video Collection 93:99
The Video Collection 93:99 è una raccolta di video musicali della cantante statunitense Madonna pubblicata nel 1999 senza un preciso Greatest Hits.
Disponibile in VHS e DVD è stata inserita assieme ad The Immaculate Collection nel box set The Ultimate Collection uscito nel 2000.

## Recensioni
Heather Phares di AllMusic scrisse una recensione entusiasta: "La Video Collection: 1993-1999 di Madonna accresce il suo status di artista che meglio si sposa ai DVD. [...] Sebbene non offra funzioni extra da DVD, la maestria di registi come Mark Romanek, Stephane Sedaoui, David Fincher, Jean-Baptiste Mondino, e di Madonna stessa è in bella vista con video come 'Take a Bow', 'Bedtime Story', 'Human Nature', 'Frozen' e 'Ray of Light'. Tutto sommato, una degna raccolta di pregevoli video di una dei trendsetter del pop". Bryan Chin di University Wire scrisse: "Molti non amano proprio la Madonna degli anni Novanta. 'Così volgare è diventata!, si lamentano. 'Non ha più lo stesso impatto culturale che aveva negli anni Ottanta', si lagnano. Chiaramente si tratta di persone poco attente. Con la recente pubblicazione di The Video Collection 93:99, è certo che questi oppositori si renderanno conto di che cosa si sono persi. Questi video testimoniano ottimamente il trasformismo di Madonna, che passa da un personaggio all'altro". Francis Dass del New Straits Times scrisse: "Madonna, l'icona pop del Novecento, rimane in prima linea per autopromozione e marketing, pubblicando la sua nuova raccolta di video, che mostra come sia ancora in grado di rimanere attuale nel crudele mondo della musica, e che è ancora la regina della re-invenzione". Jay Webb del The Dallas Morning News scrisse che i video della raccolta mostrano "la vera identità artistica di Madonna" ma aggiunse che questa fase artistica non era stata catalogata accuratamente dalla raccolta. Jeremy Kinser di The Advocate lodò "la messa in mostra di video così artistici e iconici". Jose Promis di AllMovie scrisse che "[l]a decisione di inserire dei non-successi come 'Love Don't Live Here Anymore' preferendoli a hit come 'You'll See' o 'I'll Remember' è sorprendente, e rende questa raccolta bizzarramente eterogenea."

## Tracce
1. Bad Girl
2. Fever
3. Rain
4. Secret
5. Take a Bow
6. Bedtime Story
7. Human Nature
8. Love Don't Live Here Anymore
9. Frozen
10. Ray of Light
11. Drowned World/Substitute for Love
12. The Power of Good-Bye
13. Nothing Really Matters
14. Beautiful Stranger